# La Mantovana
 (juillet 2024).
Si vous disposez d'ouvrages ou d'articles de référence ou si vous connaissez des sites web de qualité traitant du thème abordé ici, merci de compléter l'article en donnant les références utiles à sa vérifiabilité et en les liant à la section « Notes et références ».
 (juillet 2024).
 (juillet 2024).
La mise en forme du texte ne suit pas les recommandations de Wikipédia : il faut le « wikifier ».
Les points d'amélioration suivants sont les cas les plus fréquents. Le détail des points à revoir est peut-être précisé sur la page de discussion.
- Les titres sont pré-formatés par le logiciel. Ils ne sont ni en capitales, ni en gras.
- Le texte ne doit pas être écrit en capitales (les noms de famille non plus), ni en gras, ni en italique, ni en « petit »…
- Le gras n'est utilisé que pour surligner le titre de l'article dans l'introduction, une seule fois.
- L'italique est rarement utilisé : mots en langue étrangère, titres d'œuvres, noms de bateaux, etc.
- Les citations ne sont pas en italique mais en corps de texte normal. Elles sont entourées par des guillemets français : « et ».
- Les listes à puces sont à éviter, des paragraphes rédigés étant largement préférés. Les tableaux sont à réserver à la présentation de données structurées (résultats, etc.).
- Les appels de note de bas de page (petits chiffres en exposant, introduits par l'outil «  Source ») sont à placer entre la fin de phrase et le point final[comme ça].
- Les liens internes (vers d'autres articles de Wikipédia) sont à choisir avec parcimonie. Créez des liens vers des articles approfondissant le sujet. Les termes génériques sans rapport avec le sujet sont à éviter, ainsi que les répétitions de liens vers un même terme.
- Les liens externes sont à placer uniquement dans une section « Liens externes », à la fin de l'article. Ces liens sont à choisir avec parcimonie suivant les règles définies. Si un lien sert de source à l'article, son insertion dans le texte est à faire par les notes de bas de page.
- La présentation des références doit suivre les conventions bibliographiques. Il est recommandé d'utiliser les modèles {{Ouvrage}}, {{Chapitre}}, {{Article}}, {{Lien web}} et/ou {{Bibliographie}}. Le mode d'édition visuel peut mettre en forme automatiquement les références.
- Insérer une infobox (cadre d'informations à droite) n'est pas obligatoire pour parachever la mise en page.

Pour une aide détaillée, merci de consulter Aide:Wikification.
Si vous pensez que ces points ont été résolus, vous pouvez retirer ce bandeau et améliorer la mise en forme d'un autre article.

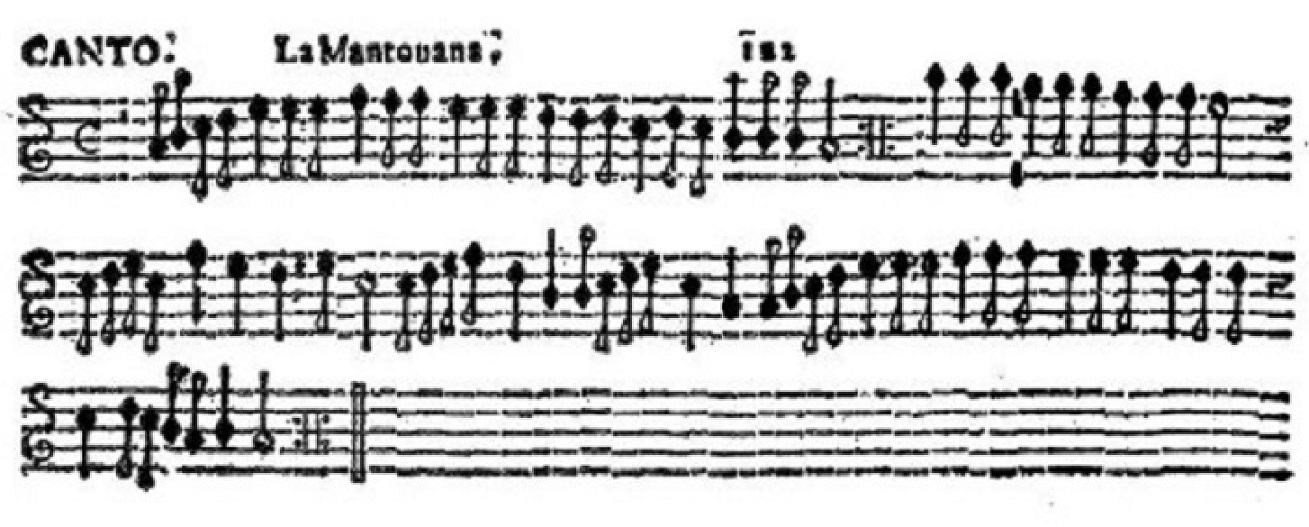
Partition de La Mantovana

La Mantovana ou Il Ballo di Mantova (Danse de Mantoue) est une chanson populaire du XVIe siècle attribuée au ténor italien Giuseppe Cenci, également connu sous le nom de Giuseppino del Biado (mort en 1616) sur le texte « Fuggi, fuggi, fuggi da questo cielo ». 
Sa première édition imprimée se trouve dans un recueil de madrigaux de Biado daté de 1600. 
La mélodie, également connue sous le nom de « Ballo di Mantova » et « Aria di Mantova », a acquis une grande popularité dans l'Europe de la Renaissance, apparaissant également sous le nom flamand « Ik zag Cecilia komen », en polonais « Pod Krakowem », en roumain « Carul cu boi », en gaélique « Ma maîtresse est jolie » et en ukrainien « Kateryna Kucheryava ». 
Elle est principalement connue pour servir de thème dans Vltava de Bedřich Smetana et de musique pour l'hymne national israélien « Hatikvah ».

## Apparitions dans la musique classique
La lecture audio n'est pas prise en charge dans votre navigateur. Vous pouvez télécharger le fichier audio.
La lecture audio n'est pas prise en charge dans votre navigateur. Vous pouvez télécharger le fichier audio.
La Mantovana apparaît dans Il Scolaro de Gasparo Zanetti (1645), comme « Ballo di Mantova » dans Duo tessuti con diversi solfeggiamenti, scherzi, perfidie et oblighi de Giuseppe Giamberti (1657) et comme « An Italian Rant » dans The Dancing Master de John Playford (3e édition, 1665),.
Fuggi, fuggi, dolente cor, une version du décor du madrigal, fournit le matériel mélodique de la sonate en trio en sol mineur de Biagio Marini de 1655 (Op. 22, Sonate sopra « Fuggi dolente core »).
Un parent mélodique est Ack Värmeland, du sköna (Cher vieux Stockholm, chant populaire suédois).
La mélodie a été utilisée par le compositeur tchèque Bedřich Smetana dans son poème symphonique Vltava (Moldau) de son cycle célébrant la Bohême, Má vlast : 
La lecture audio n'est pas prise en charge dans votre navigateur. Vous pouvez télécharger le fichier audio.
Le motif a également été utilisé par le compositeur français Camille Saint-Saëns dans le deuxième mouvement de la Rhapsodie Bretonne.  
Il apparaît également dans la chanson Kucheriava Katerina, chant populaire ukrainien, dont le compositeur est inconnu. 
Samuel Cohen, un immigrant juif du XIXe siècle en Palestine ottomane (aujourd'hui Israël) né en Moldavie, adapte une variante roumaine de La Mantovana – Carul cu boi – pour mettre en musique le poème de Naftali Herz Imber, Hatikvah qui deviendra en 1933 l’hymne du groupement sioniste, puis l'hymne national israélien (officiellement en 2004),.
Une autre chanson folklorique roumaine similaire, Cucuruz cu frunza-n sus, est également basée sur La Mantovana.

## Paroles
| italien | Français |
| --- | --- |
| Fuggi fuggi fuggi da questo cielo Aspro e duro spietato gelo Tu che tutto imprigioni e leghi Né per pianto ti frangi o pieghi fier tiranno, gel de l'anno fuggi fuggi fuggi là dove il Verno su le brine ha seggio eterno. Vieni vieni candida vien vermiglia tu del mondo sei maraviglia Tu nemica d'amare noie Dà all'anima delle gioie messagger per Primavera tu sei dell'anno la giovinezza tu del mondo sei la vaghezza. Vieni vieni vieni leggiadra e vaga Primavera d'amor presaga Odi Zefiro che t'invita e la terra che il ciel marita al suo raggio venga Maggio vieni con il grembo di bei fioretti, Vien su l'ale dei zefiretti. | Fuyez ce ciel Givre rude et dur, sans pitié Toi qui emprisonne et lie tout Tu ne te briseras pas en pleurant, tu ne plieras pas non plus Fier tyran, gel de l'année Fuis, fuis, fuis là où Verno Sur les brumes a son siège éternel. Viens, blanc vermillon Tu es la merveille du monde Ennemi des amères contrariétés Donne à l'âme des joies messager du printemps Tu es la jeunesse de l'année Tu es le flou du monde. Viens, gracieuse et vague Printemps de l'amour pressenti Entendez le zéphyr qui vous invite Et la terre, que le ciel épouse A son rayon vient le mois de mai Viens avec le ventre de beaux drapeaux, Viens sur les ailes des zéphyrs. |

## Autres apparitions
Il apparaît également dans les chansons pour enfants : en allemand « Alle meine Entchen (de) » (Tous mes canetons) et en tchèque « Kočka leze dírou (cs) » (Le chat rampe à travers le trou).